# Alex Honnold
Alex J. Honnold (Sacramento, Kalifornia, 1985. augusztus 17. –) amerikai sportoló, hegymászó, sziklamászó. Elsősorban technikailag nehéz és kimerítő, kötél nélküli, nagyfalas szabad szólómászásai szereztek neki hírnevet. Elsősorban a Yosemite Nemzeti Park gránitfalain mászik, ő az egyetlen ember, aki egyedül, kötélbiztosítás nélkül (ún. szabad szólóban) megmászta az El Capitant. Sportteljesítményei mellett jelentős közéleti-környezetvédelmi tevékenységet is kifejt. Önéletrajzi könyve Alone on the Wall (Egyedül a falon) címmel jelent meg 2016-ban.

## Gyerekkor és iskolák
Honnold a kalifoniai Sacramentóban született, 11 évesen kezdett sziklát mászni. Mérnöki tanulmányokat folytatott a Kaliforniai Egyetem Berkeley-n, de másodévesen otthagyta az iskolát és kizárólag mászással kezdett foglalkozni.

## Díjak, elismerések
- Golden Piton, 2010, hegymászó-teljesítményéért.
- Robert és Miriam Underhill-díj az American Alpine Clubtól kimagasló mászóteljesítményéért.[1]
- Piolets d'Or különleges említés, kiemelkedő hozzájárulásáért a hegymászáshoz.[2]

## Jelentős mászások

### Nagyfalas mászások
- The Nose, El Capitan, Yosemite. Gyorsasági rekord Tommy Caldwellel. 2018. június 6. Idő: 1 óra 58 perc 7 másodperc.
- The Nose, El Capitan, Yosemite. Gyorsasági rekord Tommy Caldwellel. 2018. június 4. Idő: 2 óra 1 perc 50 másodperc.
- The Nose, El Capitan, Yosemite. Gyorsasági rekord Tommy Caldwellel. 2018. május 30. Idő: 2 óra 10 perc 15 másodperc.
- Freerider, El Capitan, Yosemite. Első szabad szólómászás. 2017. június 3. Időtartam: 3 óra 56 perc.[3][4]
- The Nose, El Capitan, Yosemite. Gyorsasági rekord Hans Florine-nal. 2012. június 17.[5] Idő: 2 óra 23 perc 51 másodperc.
- Regular Northwest Face (Normál északnyugati fal), Half Dome, Yosemite. 2012. május. Idő: 1 óra 22 perc.
- Freerider, El Capitan, Yosemite. Egy nap alatti megmászás. 2007. május.[6]
- Yosemite Triple Crown (a Mt. Watkins, az El Capitan és a Half Dome egymás utáni megmászása). 2012. június 5. és 6. között. Idő: 18 óra 50 perc.[7]
- Astroman és Rostrum, Yosemite. A két út szabad szólómászása egy nap alatt. Peter Croft (1987) után másodikként. 2007. szeptember.[8]
- Regular Northwest Face (Normál északnyugati fal), Half Dome, Yosemite. Szabad szólómászás. 2008. szeptember 6.[9]
- Moonlight Buttress, Zion, Utah. Szabad szólómászás. 2008. április 1.[10]
- A Bushido és a Hong Kong Phooey, Utah. 2008. március 9. és 11. között.[11]
- El Sendero Luminoso, El Potrero Chico, Mexikó. Szabad szólómászás (5.12d), 15 kötélhossz. 2014. január.[12]
- Squamish
- Free solo of Squamish's University Wall. He is the first person to completely free solo this wall.[13]
- Ireland
- Free solo of the Complete Scream

### Bouldering
- The Mandala: 8A+(V12). Chris Sarma klasszikus boulderének megismétlése a kaliforniai Bishopban.[14]
- Ambrosia: 8A(V11). Kevin Jorgeson "highball" boulderproblémájának második megmászása.[15]
- Too Big to Flail: 7C+(V10), vagy 8b (5.13d). Első megmászás.[16]

### Sport- és szólómászások
- The Green Mile 8c+(5.14c). Sportmászás a Jailhouse crag-en.[17]
- Heaven (5.12 d), Cosmic Debris (5.13b), Yosemite. Szabad szólómászás. 2014[18]
- The Phoenix (5.13a), az USA első 5.13a nehézségű útja. Szabad szólómászás.[19]
- Megismétli a Parthian Shot, New Statesman, Meshuga (solo), a látvány, a Gaia (a későbbiekben ismételt egyedül), valamint a látra szóló London Wall útja során, hogy Anglia a 2008 végén.[20]
- The Rainbow Arch (5.12+, kötélbiztosítással), valamint több kis torony (szabad szólómászás), Ennedi-sivatagban, (Csád), 2010-ben.[21][22]

### Magashegyi mászások
- Első feljutás a Low gully szurdok arca a Mount Kinabalun Borneón 2009. április.[23][24]
- A Fitz Roy első teljes traverze, Patagónia. Tommy Caldwellel, 2014. február.[25]

## Fontosabb videók
- Afrika Fusion[halott link] (videó) Alex Honnold és Hazel Findlay sziklamászó-túrája Namíbiában és Dél-Afrikában
- Alex Honnold 3.0 (videó)
- The Ascent of Alex Honnold Archiválva 2011. december 26-i dátummal a Wayback Machine-ben (videó), Lara Logannel a 60 Minutesben
- Alone on the Falon (videó) a National Geographic Adventures TV First Ascent című sorozatának epizódja Alex Honnold szólómászásáról a Half Dome-on Yosemiteben és Moonlight Buttressen Zionban
- Alone on the Wall, interjú, 2016. január 3.
- First Ascent: Alone on the Wall, a Half Dome megmászásáról, 2010
- Valley Uprising, dokumentumfilm

## Magyarul megjelent művei
- Alex Honnold–David Roberts: Egyedül a falon; ford. ifj. Vitray Tamás; Park, Budapest, 2021 (Veszélyes övezet)

## Fordítás
- Ez a szócikk részben vagy egészben  az   Alex Honnold című angol Wikipédia-szócikk ezen változatának fordításán alapul.  Az eredeti cikk szerkesztőit annak laptörténete sorolja fel. Ez a jelzés csupán a megfogalmazás eredetét és a szerzői jogokat jelzi, nem szolgál a cikkben szereplő információk forrásmegjelöléseként.